# Тала (приток Глухой Вильвы)
Тала — река в России, протекает в Александровском и Соликамском районах Пермского края. Устье реки находится в 219 км по левому берегу реки Глухая Вильва. Длина реки составляет 13 км. В верховьях до впадения Северной Талы также обозначается как Восточная Тала.
Исток реки в отрогах Северного Урала на границе с Александровским районом в 26 км к юго-востоку от посёлка Сим. Исток лежит на водоразделе Вишеры и Яйвы, рядом с истоком Талы берут начало несколько небольших притоков Ульвича. Исток находится в Алесандровском районе, далее река течёт вдоль границы Александровского и Соликамского районов, несколько раз перетекая из одного в другой. Низовья находятся в Соликамском районе. Река течёт на юго-запад по ненаселённой местности, среди холмов, покрытых пихтово-основой тайгой. Притоки — Северная Тала (правый), Егоровка (левый). В среднем течении протекает покинутую деревню Талая на заброшенной узкоколейной лесовозной дороге. Впадает в Глухую Вильву выше покинутого посёлка Большой Сом.

## Данные водного реестра
По данным государственного водного реестра России относится к Камскому бассейновому округу, водохозяйственный участок реки — Кама от водомерного поста у села Бондюг до города Березники, речной подбассейн реки — бассейны притоков Камы до впадения Белой. Речной бассейн реки — Кама.
По данным геоинформационной системы водохозяйственного районирования территории РФ, подготовленной Федеральным агентством водных ресурсов:
- Код водного объекта в государственном водном реестре — 10010100212111100005331
- Код по гидрологической изученности (ГИ) — 111100533
- Код бассейна — 10.01.01.002
- Номер тома по ГИ — 11
- Выпуск по ГИ — 1